# Doom metal
Doom metal (frit dansk: undergangsmetal eller dommedagsmetal) er en ekstrem undergenre af metal, der dukkede op i midten af 1980'erne. Doom metal er tungere og langsommere end nogen anden metalgenre. Teksterne spiller en vigtig rolle og udbredt omhandler pessimisme, en mørk atmosfære, fortvivlelse og håbløshed. Det er en af de få undergenre der ligger mere vægt på følelser og humør end prangende teknik, som det ofte ses indenfor metal. Doom metal tog oprindelig udgangspunkt i Black Sabbaths stil med langsomme og tunge riffs, samt tekster om sorg og depression. Doom metal har aldrig rigtig haft nogen scene i Danmark. Der findes kun ganske få danske bands inden for genren, herunder Saturnus (København), Nortt (Odense) og Grívf (Århus). Det skal dog nævnes, at der i 1980'erne eksisterede Nigro Mantia (Vejle), som gjorde sig ret toneangivende indenfor genren.

## Historie

### Oprindelse (1970'erne)
Doom metals stilistiske oprindelse stammer fra Black Sabbaths debutalbum Black Sabbath fra 1970, hvor mange af de mest velkendte musikalske karakteristika allerede optræder som langsomme, tunge, gentagende riffs med repetetive tendenser og mørke og dystre tekster. Albummet er derfor af mange fans anerkendt, som ikke bare det første heavy metal album men også det første doom metal album, inden genren for alvor fik sit gennembrud i 1980'erne. Det amerikanske band Pentagram, med frontmanden Bobby Liebling, var en af de tidligste doom-pionere sammen med Sabbath, men nåede aldrig at udgive et album inden de i første omgang gik i opløsning i slutningen af 1970'erne. 

### Gennembrud (1980'erne)
I starten af 1980'erne slog doom metal for alvor igennem på den britiske og amerikanske metalscene samt på den svenske i midten af årtiet. Her blev stilarten, som først blev indspillet på de fire første Black Sabbath albums, videreudviklet. I 1982 udgave det engelske band Witchfinder General deres debutalbum Death Penalty, som anses som startskuddet for doom metals etablering som en genre. Som årtiet skred frem dukkede der også doom bands op på den anden side af atlanten. Bandsene Saint Vitus og trouble udgav begge deres debutplader i 1984, og året efter udgav Pentagram, der havde fundet sammen igen, deres eponyme debutalbum. I 1986 udkom svenske Candlemass med deres genredefinerende Epicus Doomicus Metalicus, der på mange måder genopfandt doomgenren. Frontet af Johan Längqvist hvis operatiske vokal sammen med albummets guitarriffs lagde grundstene for en af de første undergenre, epic doom metal, som også tog sit navn fra Candlemass' debut. Sammen udgør Pentagram, Saint Vitus, Trouble og Candlemass "The big four of doom metal" (dansk: de fire store af doom metal). 

## Fusionerede stilarter

### Death/Doom metal
Death/Doom metal beskrives som en blanding af døds og doom metal, hvor det mest bemærkelsesværdige er de dødsmetals growlende vokaler blandet sammen med den tunge og langsomme lyd fra doom metal. Genren dukkede op i begyndelsen af 1990'erne, og bands som Winter, Asphyx, My Dying Bride, Paradise Lost og Anathema nævnes som pionere indenfor Death/Doom metal. Det skal dog bemærkes, at det kun er de gamle udgivelser fra Paradise Lost, som hører under genren doom metal.

### Funeral doom
Funeral doom er en stil der inddrager elementer fra både death/doom og dark ambient genrerne. Det er spillet i et meget langsomt tempo, og lægger meget vægt på følelsen af tomhed og fortvivlelse. Typisk er guitarerne utrolig forvrængede og keyboards eller synthesizers er brugt til at skabe en "drømmelignende" atmosfære. Vokalerne består ofte af sorgfuld messen eller growls og er hyppigt placeret i baggrunden. Pionerer indenfor funeral doom er blandt andet Thergothon (Finland), Skepticism (Finland), Funeral (Norge) og Mordor (Schweiz).

## Fodnoter
1. ↑  "Doom metals historie på doom-metal.com". Arkiveret fra originalen 24. marts 2010. Hentet 17. december 2007.
2. ↑  "All Music Guide: Doom metal". Arkiveret fra originalen 16. juli 2007. Hentet 17. december 2007.
3. ↑  https://www.metal-archives.com/bands/pentagram/443
4. ↑  "My Dying Bride biografi på Metallum". Arkiveret fra originalen 21. februar 2008. Hentet 17. december 2007.
5. ↑  "Urban Dictionary: funeral doom". Arkiveret fra originalen 25. maj 2009. Hentet 26. juli 2009.
6. ↑  "Nocturnal Horde – All Reviews". Arkiveret fra originalen 1. februar 2014. Hentet 26. juli 2009.
7. ↑  "Encyclopaedia Metallum – Thergothon". Arkiveret fra originalen 18. oktober 2007. Hentet 26. juli 2009.
8. ↑  "Skepticism interview (11/2008) – Metal Storm". Arkiveret fra originalen 17. august 2009. Hentet 26. juli 2009.